# Shōichi Nakagawa
Shōichi Nakagawa (japansk: 中川 昭一, Nakagawa Shōichi) (16. juli 1953 i Tokyo – 4. oktober 2009 smst.) var en japansk politiker, der var landets finansminister fra september 2008 til februar 2009. Nakagawa repræsenterede Det Liberale Demokratiske Parti.
Nakagawa dimitterede i 1978 med en juridisk kandidatgrad fra Tokyo Universitet og arbejdede efterfølgende i bankverdenen. Han blev indvalgt i Repræsentanternes Hus i 1983 og blev senere minister i alt fire gange; først landbrugsminister 1998-1999, dernæst økonomi- og erhvervsminister 2003-2005, fra 2005-2006 atter landbrugsminister og 2008-2009 finansminister. 
Han var en af premierminister Taro Asos tætte allierede, men blev tvunget til at træde tilbage som minister 17. februar 2009 efter at han ved et pressemøde med G7-finansministrene i Rom 14. februar snøvlede han uforståeligt og havde besvær med at holde sig vågen. Det fik flere til at hævde, at han var beruset. Selv hævdede han imidlertid, at han kun havde indtaget en smule vin, og at hans adfærd skyldes jetlag og at han havde indtaget for meget hostestillende medicin. 
Omstændighederne omkrings hans død er uklare, men politiet fandt ham på en seng i sit hjem.